# Сигнал (система радиотелеметрии)
Система радиотелеметрии  «Сигнал»  — телеметрическая система, используемая для передачи на Землю информации о состоянии космонавта, пеленгации корабля, наблюдений за траекторией полета корабля и осуществления других функций.
Получила широкое применение во время первого полета человека в космос.

## История

### Создание
Главным конструктором, ответственным за разработку системы «Сигнал» был Александр Бецалелович Соморов.
Согласно документу «Основные положения для разработки и подготовки объекта „Восток-ЗА“», система «Сигнал» создаётся на основе систем, использованных для корабля Восток-1К. Радиопередатчик «Сигнал», работающий на частоте 19,995 мегагерц при излучаемой мощности всего 1 Вт., был установлен на первых советских космических кораблях.
Технические здания системы и ее аппаратуры были размещены в рамках научно-измерительных пунктов. В рамках наземного измерительного пункта № 1 было построено техническое здание системы «Сигнал» с антенным полем (12 проволочных антенн типа ромб на столбах). Ответственным за введение системы в строй в рамках ИП-1 был Владимир Порошков.

### Восток-3А
Система «Сигнал» работала совместно с системой «Астра-3», регистрируя пульс и частоту дыхания пилота, и передавая эти данные на Землю. Антенна комплекта системы «Сигнал» устанавливается на корпусе спускаемого аппарата и раскрывается после разделения. Комплект обеспечивал возможность приема радиосигналов корабля-спутника широкой сетью наземных станций всего мира.
Анатолий Васильевич Гайков и А. Б. Соморов были ответственны за анализ и выдачу экспресс-информации по объекту Восток-3А. Регистрация физиологических функций производится на измерительных пунктах осуществлялось в том числе и через систему «Сигнал».
12 апреля 1961 года система «Сигнал» отработала в полете без видимых сбоев, однако на наземных пунктах прослушивались сильные помехи от посторонних радиостанций.